# 헨리 5세 (1944년 영화)
《헨리 5세》(Henry V)는 미국에서 제작된 로렌스 올리비에 감독의 1944년 드라마, 전쟁 영화이다. 윌리엄 셰익스피어의 동명의 희곡을 바탕으로 제작되었다. 로렌스 올리비에 등이 주연으로 출연하였고 로렌스 올리비에 등이 제작에 참여하였다.
아카데미 공로상을 받았으며 남우주연상, 음악상, 작품상, 프로덕션 디자인상 부문에 후보로 지명되었다.

## 출연

### 주연
- 로렌스 올리비에
- 로버트 뉴턴
- 레슬리 뱅스
- 에스몬드 나이트
- 리오 겐
- 랠프 트루먼
- 하코트 윌리암스
- 아이비 St. 헬리어
- 어니스트 더시거
- 맥스 아드리언
- 발렌틴 다이얼
- 러셀 손다이크
- 펠릭스 아일머

### 조연
- 로이 에머턴
- 니콜라스 하넨
- 로버트 헬프만
- 프리다 잭슨
- 그리피스 존스
- 존 로리
- 니올 맥긴스
- 마이클 쉐플리

## 기타
- 원작자: 윌리엄 셰익스피어
- 미술: 카멘 딜론
- 미술: 폴 셔리프
- 의상: 로저 K. 퍼스